# Tondi
Tondi is een subdistrict of wijk (Estisch: asum) binnen het stadsdistrict Kristiine in Tallinn, de hoofdstad van Estland. De wijk telde 4.096 inwoners op 1 januari 2020. De wijk grenst met de wijzers van de klok mee aan de wijken Lilleküla, Kitseküla, Järve en Siili.

## Geschiedenis

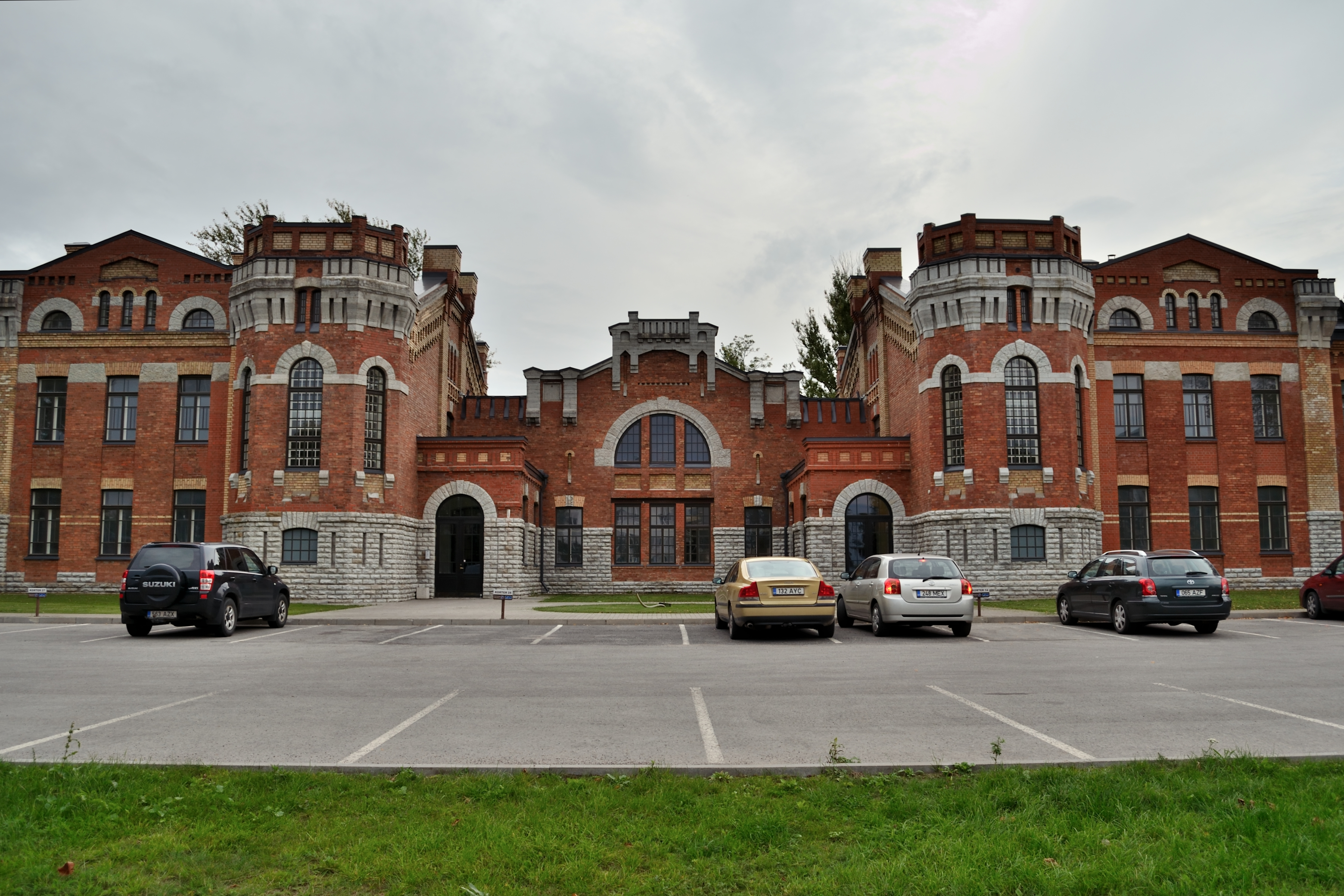
Voormalige kazerne

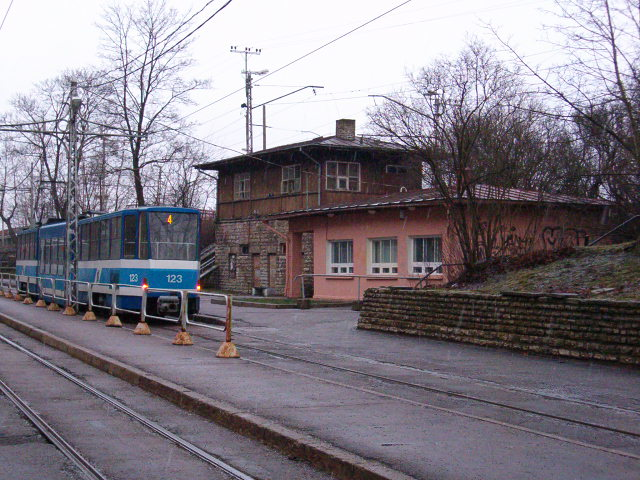
Tramlijn 4 bij het treinstation van Tondi

De naam Tondi is afgeleid van de naam van de Tallinnse koopman, raadsheer en burgemeester Jobst Dunte (1569-1615). Hij liet in deze wijk een zomerhuisje bouwen. Het huis is inmiddels afgebroken, maar een deel van het park eromheen bestaat nog. Het heet tegenwoordig Dunteni park.
Tussen 1908 en 1910 werden in Tondi en de aangrenzende wijk Järve kazernes en geschutsstellingen gebouwd voor het tsaristische leger. Veel van die bouwwerken bestaan nog en staan nu op de monumentenlijst. In een van die kazernes werd nadat Estland in 1918 onafhankelijk was geworden, een opleidingsinstituut voor onderofficieren ondergebracht.
In de jaren dertig van de 20e eeuw vestigden zich enkele industriële bedrijven in Tondi. In de jaren 1950-1970 werd de industriële bedrijvigheid verder uitgebreid. Daar is nu weinig van over. Behalve woonhuizen vindt men vandaag de dag in Tondi vooral overheidsgebouwen, kantoorgebouwen en scholen. Tijdens de Sovjetbezetting waren in Tondi enkele gebouwen in gebruik bij het Rode Leger. Ook de militairen zijn inmiddels uit de wijk verdwenen.

## Vervoer
De grote doorgaande weg door de wijk is de Tondi tänav, die doorloopt tot in de wijk Kitseküla, waar hij uitkomt op de Pärnu maantee. Tussen 1950 en 1990 heette de weg Matrossovi tänav, naar Alexandr Matrossov (1924-1943), een soldaat uit het Rode Leger die in de Tweede Wereldoorlog de heldendood stierf.
Sinds 1933 heeft Tondi een halte aan de lijn spoorlijn Tallinn-Paldiski. Het stationsgebouw is thans buiten gebruik, maar de halte wordt nog steeds bediend door de spoorwegmaatschappij Elron.
Naast het station ligt het eindpunt van twee tramlijnen. Dat is tevens de enige tramhalte op het grondgebied van de wijk Tondi. De keerlus ligt in de wijk Kitseküla en daar gaan de trams ook langs de Pärnu maantee in de richting van het centrum van Tallinn. Lijn 3 gaat naar de wijk Kadriorg, lijn 4 naar de wijk Ülemiste.
Tondi wordt ook bediend door een aantal buslijnen.